# Шихези
Шихези (石河子) град је Кини у покрајини Синкјанг. Према процени из 2009. у граду је живело 598.768 становника.

## Становништво
Према процени, у граду је 2009. живело 598.768 становника.
| 1990. | 2000.   | 2009    |
| ----- | ------- | ------- |
| …     | 528.953 | 598.768 |